# Aeroportul Mawlamyaing
Aeroportul Mawlamyaing (IATA: MNU, ICAO: VYMM) este un aeroport din Mawlamyine⁠(d), Mawlamyine District⁠(d), Mon State⁠(d), Myanmar ce deservește zona Mawlamyine⁠(d).
Situat la o altitudine de 16 m, aeroportul dispune de o singură pistă.